# ایستگاه دریاچه لافاریج–داگلاس
ایستگاه دریاچه لافاریج–داگلاس (انگلیسی: Lafarge Lake–Douglas station) یک ایستگاه مترو در خط میلنیوم، بخشی از سیستم اسکای‌ترین (ونکوور) مترو ونکوور است که به عنوان پایانه خروجی خط عمل می‌کند. این ایستگاه در کوکیتلام، بریتیش کلمبیا، کانادا واقع شده‌است و در تاریخ ۲ دسامبر ۲۰۱۶، همراه با سایر بخش‌های Evergreen Extension، برای خدمات باز شد.